# Xkolni (Vladímir)
|  | Per a altres significats, vegeu «Xkolni». |

Xkolni (en rus: Школьный) és un poble (un possiólok) de l'óblast de Vladímir, a Rússia, que en el cens del 2010 tenia quatre habitants. Pertany al districte de Koltxúguino.